# Südamerikanische Felsenratten
Die Südamerikanischen Felsenratten (Aconaemys) sind eine in Südamerika lebende Nagetiergattung aus der Familie der Trugratten (Octodontidae). Die Gattung umfasst drei Arten. Mit anderen als Felsenratten bezeichneten Nagetieren sind sie nicht näher verwandt.

## Allgemeines
Südamerikanische Felsenratten sind rattenähnliche Tiere und ähnlich wie der nahe verwandte Coruro an eine grabende Lebensweise angepasst. Der Rumpf ist stämmig, der Schwanz kurz. Das Fell ist braun oder schwarz gefärbt, kennzeichnend ist der oft zweifarbige Schwanz, bei dem die obere Hälfte anders gefärbt ist als die untere. Diese Tiere erreichen eine Kopfrumpflänge von 13,5 bis 19 Zentimeter, der Schwanz wird 5 bis 8 Zentimeter lang. Das Gewicht variiert je nach Art zwischen 80 und 150 Gramm.
Diese Nagetiere sind in den mittleren Regionen des westlichen Argentinien und Chiles beheimatet, wo sie sowohl in Küstenregionen als im Bergland über 2000 Metern vorkommen. Sie bewohnen sowohl Grasländer als auch Wälder.
Es sind teilweise unterirdisch lebende Tiere. Sie errichten komplexe, aber nur wenig unter der Erdoberfläche gelegene Gangsysteme. Die Baue haben zahlreiche Ausgänge, die oft mittels Trampelpfaden mit Futterplätzen verbunden sind. Wie viele Trugratten dürften sich die Tiere durch hohe Quietschgeräusche und andere Laute verständigen. Es sind reine Pflanzenfresser.

## Systematik
Die Gattung Aconaemys wurde 1891 von dem brasilianischen Zoologen Florentino Ameghino etabliert. Sie besteht aus drei Arten:
- Die Südamerikanische oder Chilenische Felsenratte (Aconaemys fuscus) ist in der Andenregion des westlichen Argentiniens und Chiles zwischen dem 33. und dem 41. südlichen Breitengrad verbreitet. Die Art ist in der Regel gänzlich braun gefärbt.
- Die Porter-Felsenratte (Aconaemys porteri) wurde früher und wird manchmal auch noch heute als Unterart von A. fuscus betrachtet, unterscheidet sich aber von ihr unter anderem durch das wolligere Fell und eine andere Chromosomenzahl. Diese Art lebt in der chilenischen Region Los Lagos und der angrenzenden argentinischen Provinz Neuquén.
- Die Sage-Felsenratte (Aconaemys sagei) ist mit höchstens 110 Gramm deutlich kleiner als die beiden anderen Arten. Diese Art ist nur aus kleinen Gebieten in der argentinischen Provinz Neuquén bekannt, bewohnt aber vermutlich auch angrenzende Regionen Chiles.